# Leptodiaptomus ashlandi
Leptodiaptomus ashlandi är en kräftdjursart som först beskrevs av Marsh 1893.  Leptodiaptomus ashlandi ingår i släktet Leptodiaptomus och familjen Diaptomidae. Inga underarter finns listade i Catalogue of Life.